# 楽昌市
楽昌市（らくしょうし）は中華人民共和国広東省韶関市に位置する県級市。

## 行政区画
1街道、16鎮、2弁事処を管轄する
- 街道
  - 楽城街道
- 鎮
  - 北郷鎮、九峰鎮、廊田鎮、長来鎮、梅花鎮、三渓鎮、坪石鎮、黄圃鎮、五山鎮、両江鎮、沙坪鎮、雲岩鎮、秀水鎮、大源鎮、慶雲鎮、白石鎮
- 弁事処
  - 坪石弁事処、梅田弁事処